# Danka Kovinić

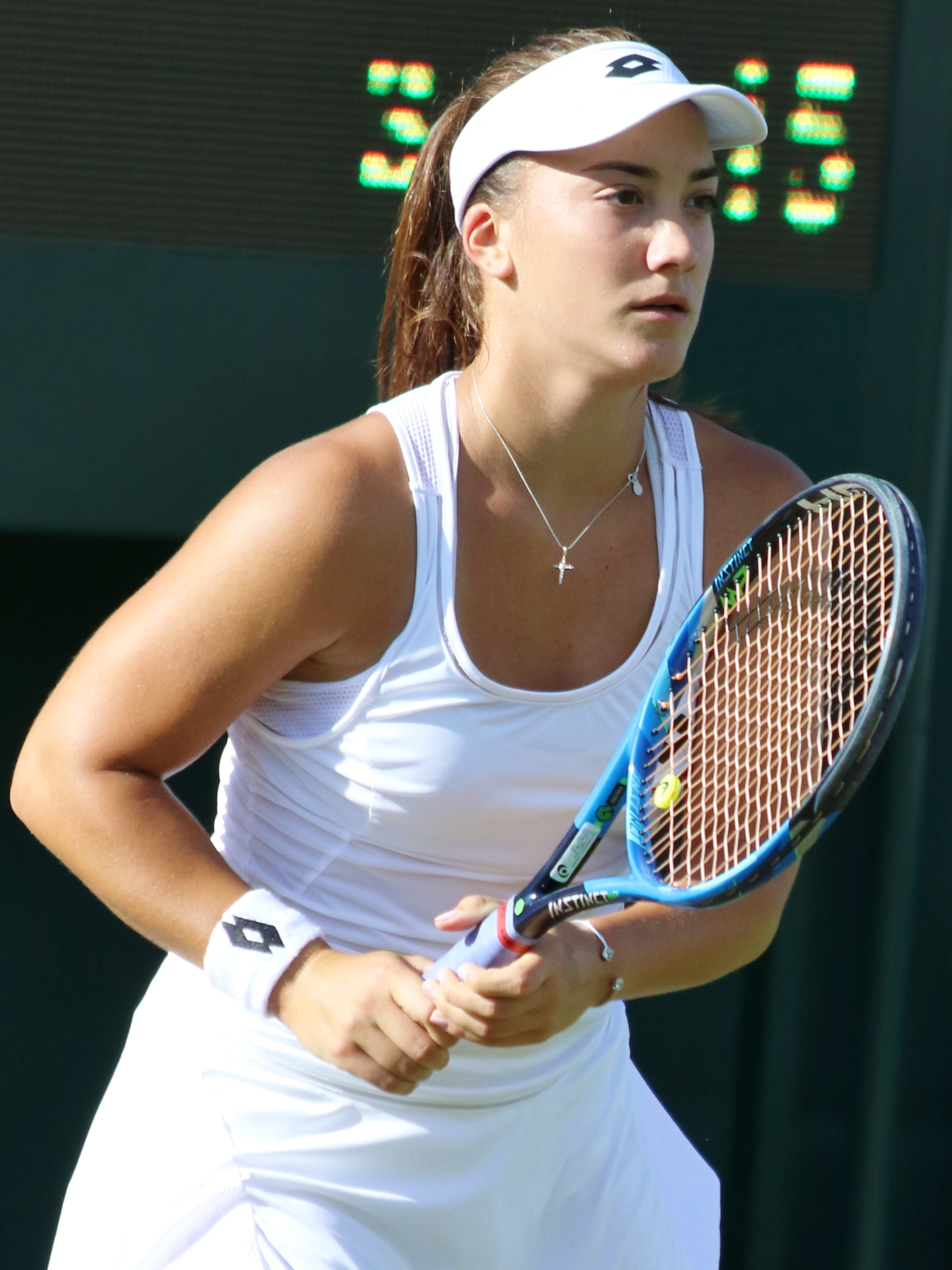
Wimbledon 2017

Danka Kovinić (Servisch: Данка Ковинић) (Cetinje, 18 november 1994) is een tennisspeelster uit Montenegro.
Zij begon op zevenjarige leeftijd met tennis. Haar favoriete ondergrond is gravel. Zij speelt rechtshandig en heeft een tweehandige backhand.

## Loopbaan

### Enkelspel
Kovinić debuteerde in 2009 op het ITF-toernooi van Podgorica (Montenegro). Zij stond in 2010 voor het eerst in een finale, op het ITF-toernooi van Dobritsj (Bulgarije) – hier veroverde zij haar eerste titel, door de Bulgaarse Isabella Shinikova te verslaan. Tot op heden(november 2022) won zij dertien ITF-titels, de meest recente in 2022 in Wiesbaden (Duitsland).
In 2013 speelde Kovinić voor het eerst op een WTA-hoofdtoernooi, op het toernooi van Boedapest. Zij bereikte er de kwartfinale. Zij stond in 2015 voor het eerst in een WTA-finale, op het toernooi van Tianjin – zij verloor van de Poolse Agnieszka Radwańska. In 2016 nam zij deel aan de Olympische spelen in Rio de Janeiro.
In 2021 bereikte Kovinić, door drie geplaatste speelsters te verslaan, de finale van het WTA 500-toernooi van Charleston – de eindstrijd moest zij prijsgeven aan Russin Veronika Koedermetova.
Haar beste resultaat op de grandslamtoernooien is het bereiken van de derde ronde. Haar hoogste notering op de WTA-ranglijst is de 46e plaats, die zij bereikte in februari 2016.

### Dubbelspel
Kovinić was in het dubbelspel minder actief dan in het enkelspel. Zij debuteerde in 2009 op het ITF-toernooi van Podgorica (Montenegro), samen met landgenote Danica Krstajić. Zij stond in 2011 voor het eerst in een finale, op het ITF-toernooi van Podgorica (Montenegro), weer samen met Danica Krstajić – zij verloren van het duo Corinna Dentoni en Florencia Molinero. In 2013 veroverde Kovinić haar eerste titel, op het ITF-toernooi van Caserta (Italië), samen met de Tsjechische Renata Voráčová, door het Roemeense duo Elena Bogdan en Cristina Dinu te verslaan. Tot op heden(november 2022) won zij vier ITF-titels, de meest recente in 2019 in Campinas (Brazilië).
In 2014 speelde Kovinić voor het eerst op een WTA-hoofdtoernooi, op het toernooi van Bogota, samen met de Servische Jelena Janković. Zij stond in 2015 voor het eerst in een WTA-finale, op het toernooi van Bad Gastein, samen met de Liechtensteinse Stephanie Vogt – hier veroverde zij haar eerste titel, door het koppel Lara Arruabarrena en Lucie Hradecká te verslaan.
Haar beste resultaat op de grandslamtoernooien is het bereiken van de tweede ronde. Haar hoogste notering op de WTA-ranglijst is de 67e plaats, die zij bereikte in juni 2016.

### Tennis in teamverband
In de periode 2011–2018 maakte Kovinić deel uit van het Montenegrijnse Fed Cup-team – zij behaalde daar een winst/verlies-balans van 21–7.

## Posities op deWTA-ranglijst
Positie per einde seizoen:
| jaar | rang enkelspel | rang dubbelspel |
| ---- | -------------- | --------------- |
| 2010 | 687            | –               |
| 2011 | 354            | 450             |
| 2012 | 295            | 351             |
| 2013 | 170            | 395             |
| 2014 | 109            | 214             |
| 2015 | 58             | 106             |
| 2016 | 74             | 83              |
| 2017 | 118            | 140             |
| 2018 | 182            | 112             |
| 2019 | 88             | 140             |
| 2020 | 77             | 172             |
| 2021 | 95             | 138             |

## Palmares
| Legenda                 |
| ----------------------- |
| Grandslamtoernooi       |
| Olympische Spelen       |
| Year-End Championships  |
| Premier Mandatory       |
| Premier Five / WTA 1000 |
| Premier / WTA 500       |
| International / WTA 250 |
| Challenger / WTA 125    |

### WTA-finaleplaatsen enkelspel
| nr.              | finale     | toernooi         | ondergrond | tegenstandster        | score         |         |
| ---------------- | ---------- | ---------------- | ---------- | --------------------- | ------------- | ------- |
| gewonnen finales |            |                  |            |                       |               |         |
| geen             |            |                  |            |                       |               |         |
| verloren finales |            |                  |            |                       |               |         |
| 1.               | 2015-10-18 | WTA Tianjin      | hardcourt  | Agnieszka Radwańska   | 1-6, 2-6      | details |
| 2.               | 2016-04-24 | WTA Istanbul     | gravel     | Çağla Büyükakçay      | 6-3, 2-6, 3-6 | details |
| 3.               | 2019-07-13 | WTA Båstad       | gravel     | Misaki Doi            | 4-6, 4-6      | details |
| 4.               | 2021-04-11 | WTA Charleston   | gravel     | Veronika Koedermetova | 4-6, 2-6      | details |
| 5.               | 2022-11-20 | WTA Buenos Aires | gravel     | Panna Udvardy         | 4-6, 1-6      | details |

### WTA-finaleplaatsen vrouwendubbelspel
| nr.              | finale     | toernooi        | ondergrond | partner          | tegenstandsters                  | score            |         |
| ---------------- | ---------- | --------------- | ---------- | ---------------- | -------------------------------- | ---------------- | ------- |
| gewonnen finales |            |                 |            |                  |                                  |                  |         |
| 1.               | 2015-07-26 | WTA Bad Gastein | gravel     | Stephanie Vogt   | Lara Arruabarrena Lucie Hradecká | 4-6, 6-4, [10-3] | details |
| verloren finales |            |                 |            |                  |                                  |                  |         |
| 1.               | 2016-01-09 | WTA Auckland    | hardcourt  | Barbora Strýcová | Elise Mertens An-Sophie Mestach  | 6-2, 3-6, [5-10] | details |
| 2.               | 2016-04-24 | WTA Istanbul    | gravel     | Xenia Knoll      | Andreea Mitu İpek Soylu          | forfait          | details |
| 3.               | 2018-07-22 | WTA Boekarest   | gravel     | Maryna Zanevska  | Irina-Camelia Begu Andreea Mitu  | 3-6, 4-6         | details |
| 4.               | 2018-09-22 | WTA Guangzhou   | hardcourt  | Vera Lapko       | Monique Adamczak Jessica Moore   | 6-4, 5-7, [10-4] | details |
| 5.               | 2019-07-13 | WTA Båstad      | hardcourt  | Alexa Guarachi   | Misaki Doi Natalja Vichljantseva | 5-7, 7-6, [7-10] | details |
| 6.               | 2019-11-17 | WTA Taipei      | tapijt (i) | Dalila Jakupović | Lee Ya-hsuan Wu Fang-hsien       | 6-4, 4-6, [7-10] | details |

## Resultaten grandslamtoernooien
| Legenda | Legenda                          |
| ------- | -------------------------------- |
| g.t.    | geen toernooi gehouden           |
| l.c.    | lagere categorie                 |
| –       | niet deelgenomen                 |
| G       | uitgeschakeld in de groepsfase   |
| 1R      | uitgeschakeld in de eerste ronde |
| 2R      | uitgeschakeld in de tweede ronde |
| 3R      | uitgeschakeld in de derde ronde  |
| 4R      | uitgeschakeld in de vierde ronde |
| KF      | uitgeschakeld in de kwartfinale  |
| HF      | uitgeschakeld in de halve finale |
| F       | de finale verloren               |
| W       | het toernooi gewonnen            |
| w-v     | winst/verlies-balans             |

### Enkelspel
| toernooi        | 2014 | 2015 | 2016 | 2017 |      | 2020 | 2021 | 2022 |
| --------------- | ---- | ---- | ---- | ---- | ---- | ---- | ---- | ---- |
| Australian Open | –    | –    | 2R   | 2R   | 1R   | 1R   | 3R   |      |
| Roland Garros   | 1R   | 2R   | 1R   | 1R   | 1R   | 2R   | 3R   |      |
| Wimbledon       | –    | 1R   | 1R   | 1R   | g.t. | –    | –    |      |
| US Open         | –    | 2R   | 1R   | –    | 2R   | 1R   | 1R   |      |

### Vrouwendubbelspel
| toernooi        | 2015 | 2016 | 2017 |      | 2020 | 2021 | 2022 |
| --------------- | ---- | ---- | ---- | ---- | ---- | ---- | ---- |
| Australian Open | –    | 2R   | 2R   | –    | 2R   | 1R   |      |
| Roland Garros   | –    | 1R   | –    | 1R   | 1R   | –    |      |
| Wimbledon       | –    | 1R   | –    | g.t. | –    | –    |      |
| US Open         | 1R   | 2R   | –    | –    | 2R   | –    |      |